# Salif Diao
Salif Alassane Diao (ur. 10 lutego 1977 w Kédougou) – senegalski piłkarz grający na pozycji defensywnego pomocnika. Posiada także obywatelstwo francuskie.

## Kariera klubowa
Diao urodził się w Senegalu, ale mając 17 lat wyjechał do Francji. Tam podjął treningi w AS Monaco, ale początkowo nie mogąc przebić się do składu tego klubu został wypożyczony do drugoligowego SAS Épinal, w którym zaliczył dwa spotkania. W 1997 roku wrócił do ASM i 1 sierpnia 1997 zadebiutował w Ligue 1 w przegranym 0:1 wyjazdowym spotkaniu z Girondins Bordeaux. W Monaco spędził trzy sezony, ale nie był podstawowym zawodnikiem zespołu. W sezonie 1999/2000 został mistrzem Francji, ale miał w tym nikły udział, gdy tylko raz pojawił się na boisku. Łącznie w barwach Monaco wystąpił 27 razy. Latem 2000 Diao przeszedł do CS Sedan, w którym wywalczył miejsce w wyjściowej jedenastce. W 2001 roku przyczynił się do zajęcia przez Sedan 5. pozycji w Ligue 1.
Latem 2002 Diao przeszedł do Liverpoolu, dokąd ściągnął go ówczesny menedżer tego zespołu Gérard Houllier. Senegalczyk kosztował 5 milionów funtów i przybył tam wraz z rodakiem El Hadjim Dioufem. W Premiership swój pierwszy mecz zaliczył 28 sierpnia przeciwko Blackburn Rovers. Padł w nim remis 2:2. W „The Reds” grał najczęściej jako defensywny pomocnik lub środkowy obrońca. Zaliczył 26 spotkań w lidze i zdobył jedną bramkę. Ze swoim zespołem zajął 5. miejsce w Premiership. W kolejnych dwóch sezonach spisywał się słabiej i zaliczył łącznie tylko 11 meczów.
W styczniu 2005 Diao został wypożyczony do Birmingham City. Zaliczył tam jednak tylko 2 mecze ligowe na skutek odniesionej kontuzji. Latem znów go wypożyczono, tym razem do Portsmouth, gdzie także nie wywalczył miejsca w podstawowym składzie. W 2006 roku odszedł do grającego w Football League Championship, Stoke City, a latem 2007 podpisał z nim stały kontrakt. W 2008 roku awansował ze Stoke do Premiership. W 2012 zakończył w nim swoją karierę.
| Sezon   | Klub            | Kraj    | Rozgrywki    | Mecze | Bramki |
| ------- | --------------- | ------- | ------------ | ----- | ------ |
| 1996/97 | SAS Épinal      | Francja | Ligue 2      | 2     | 0      |
| 1997/98 | AS Monaco       | Francja | Ligue 1      | 12    | 0      |
| 1998/99 | AS Monaco       | Francja | Ligue 1      | 14    | 0      |
| 1999/00 | AS Monaco       | Francja | Ligue 1      | 1     | 0      |
| 2000/01 | CS Sedan        | Francja | Ligue 1      | 26    | 0      |
| 2001/02 | CS Sedan        | Francja | Ligue 1      | 22    | 0      |
| 2002/03 | Liverpool F.C.  | Anglia  | Premiership  | 26    | 1      |
| 2003/04 | Liverpool F.C.  | Anglia  | Premiership  | 3     | 0      |
| 2004/05 | Liverpool F.C.  | Anglia  | Premiership  | 8     | 0      |
| 2004/05 | Birmingham City | Anglia  | Premiership  | 2     | 0      |
| 2005/06 | Portsmouth F.C. | Anglia  | Premiership  | 11    | 0      |
| 2006/07 | Stoke City      | Anglia  | Championship | 27    | 0      |
| 2007/08 | Stoke City      | Anglia  | Championship | 11    | 0      |
| 2008/09 | Stoke City      | Anglia  | Premiership  | 20    | 0      |
| 2009/10 | Stoke City      | Anglia  | Premiership  | 16    | 1      |
| 2010/11 | Stoke City      | Anglia  | Premiership  | 8     | 0      |
| 2011/12 | Stoke City      | Anglia  | Premiership  | 6     | 0      |

## Kariera reprezentacyjna
W reprezentacji Senegalu Diao zadebiutował w 2001 roku. W 2002 roku został powołany do kadry na Puchar Narodów Afryki 2002. Jako zawodnik podstawowej jedenastki wywalczył wicemistrzostwo Afryki, a na całym turnieju zaliczył 2 trafienia – w ćwierćfinale z Demokratyczną Republiką Konga (2:0) oraz z Nigerią (2:1). W tym samym roku wystąpił na Mistrzostwach Świata. Tam zagrał w trzech meczach: dwóch grupowych z Francją (1:0) oraz z Danią (1:1, gol w 52. minucie i czerwona kartka w 80. minucie), a także w ćwierćfinale z Turcją (0:1). W 2004 roku odpadł z Senegalem w 1/4 finału Pucharu Narodów Afryki 2004.